# 前685年
| 千纪： | 前1千纪 |
| 世纪： | 前8世纪 \| 前7世纪 \| 前6世纪 |
| 年代： | 前710年代 \| 前700年代 \| 前690年代 \| 前680年代 \| 前670年代 \| 前660年代 \| 前650年代                                                                                      |
| 年份： | 前690年 \| 前689年 \| 前688年 \| 前687年 \| 前686年 \| 前685年 \| 前684年 \| 前683年 \| 前682年 \| 前681年 \| 前680年                                                        |
| 纪年： | 周莊王十二年 魯莊公九年 秦武公十三年 陳宣公八年 蔡哀侯十年 鄭子嬰九年 宋閔公七年 楚文王五年 齊桓公元年 晉侯緡20年 曲沃武公31年 燕庄公六年 衛惠公十五年 曹庄公17年 杞靖公19年 |

## 大事记
- 齊國大夫雍廩殺死公孫無知，齊桓公即位
- 齊國、鲁国於時交戰
- 管仲在齊國擔任國相。
- 墨伽拉建立迦克墩[1]

## 出生
- 新亚述帝国國王亚述巴尼拔